# Вилер, Иоганн
Иоганн (Иван Иванович) Вилер (нем. Johann Wieler; 23 ноября 1839, Розенталь, Российская империя — 30 июля 1889, Бухарест, Румыния) — российский религиозный деятель, проповедник, миссионер, первый председатель Союза русских баптистов. Родной брат ещё одного известного баптистского проповедника Гергарда Вилера.
«Выдающийся организатор баптистской пропаганды», — так охарактеризовал И. Вилера сотрудник канцелярии Главноначальствующего гражданской частью на Кавказе В. А. Валькевич, автор хотя и «антисектантского», но весьма обстоятельного труда «Записка о пропаганде протестантских сект в России и в особенности на Кавказе».
Иоганн Вилер происходил из немецкой колонии Либенау на территории современной Запорожской области Украины. В молодом возрасте в среде братских меннонитов (немецких колонистов в России) уверовал и присоединился к Церкви через крещение.
В конце 1860-х в Гамбурге встретился Иоганном Онкеном. В 1869 году сопровождал Онкена в Одессу, где затем остался, основав церковь из людей, говорящих по-немецки.
В мае 1872 года Вилер женился и поселился с женой в Одессе. С июля 1872 года по Пасху 1873 году у них жил (вероятно, снимая жилье) Иван Каргель. До самой смерти Вилера их связывала крепкая дружба.
Не позднее 1873 года И. Вилер вместе с И. Г. Рябошапкой, М. Т. Ратушным и Г. Кушнеренко составили «Правила вероисповедания новообращенного Русского Братства» (другое название: «Вероучение Михаила Ратушного») — первое или одно из первых вероучений русских баптистов. Этот вероучительный документ состоял из 10 положений, которые соответствовали исповеданию немецкого баптистского союза, однако был сокращен и не являлся его дословным переводом.
В 1872 году А. Унгерн рукоположил его на служение.
В 1880 году принял участие в съезде молокан в Нововасильевке. В ходе съезда вместе с В. Г. Павловым проповедовал и вел беседы с молоканами (понимавшими крещение «духовно») и молоканами Донского толка (практиковавшими крещение детей). Вскоре после этого Иоганн Вилер крестил несколько молокан, основав баптистские общины в Нововасильевке и Астраханке.
Был избран председателем миссионерского комитета на конференции меннонитов в немецкой колонии Рюкенау (Бердянского уезда Таврической губернии) в 1882 году (по его инициативе для участия в конференции были приглашены представители баптистских общин). Принимал участие в совместной конференции верующих евангельского направления, организованной В. А. Пашковым и М. М. Корфом в Петербурге в апреле 1884 года.

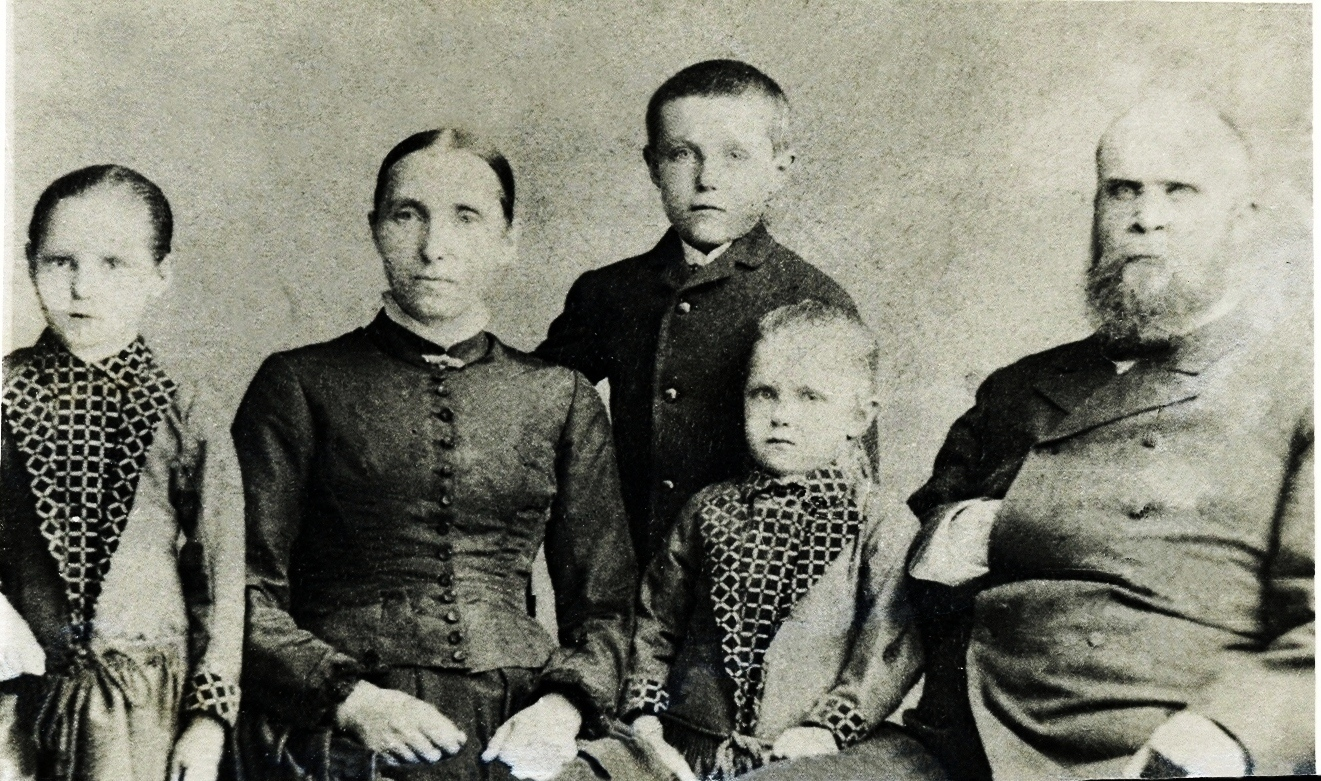
Иоганн Вилер с женой Хленой и детьми - Иоганном, Лидией (слева), Хеленой

В том же 1884 году, 30 апреля — 1 мая, по инициативе Иоганна Вилера в Нововасильевке состоялся съезд баптистских общин Южной России и Кавказа. В ходе съезда бы учрежден Союз русских баптистов Южной России и Кавказа, а Иоганн Вилер был избран его председателем.
«Из протоколов конференции видно, что наиболее деятельную роль играл в них Вилер, — писал сотрудник Кавказской канцелярии внутренних дел В. А. Валькевич. — Им возбуждались важнейшие вопросы относительно миссии, его голос одерживал верх при дебатировании всех вопросов и вообще его мнения пользовались непререкаемым авторитетом, даже тогда, когда он, проживая в Румынии, фактически перестал стоять во главе баптистской миссионерской организации в России».
В 1885 году Вилер председательствовал на Втором съезде Союза русских баптистов Южной России и Кавказа, прошедшем во Владикавказе. В 1886 году Вилер на Третьем съезде Союза не присутствовал, но прислал письмо с рядом рекомендаций в практических вопросах.
В 1886 году, спасаясь от преследований, Иоганн Вилер был вынужден эмигрировать в Румынию. Он основал баптистскую общину в городе Тулча, в 1888 году построил в этом городе дом молитвы, но при строительстве получил серьёзные травмы и в том же году умер в больнице в Бухаресте.